# Homoneura rhynchos
Homoneura rhynchos är en tvåvingeart som beskrevs av Kim 1994. Homoneura rhynchos ingår i släktet Homoneura och familjen lövflugor. Inga underarter finns listade i Catalogue of Life.